# ベルナール・シャトレ
ベルナール・シャトレ（Bernard Châtelet、1758年 - 1804年）は、池田理代子の漫画『ベルサイユのばら』及び『栄光のナポレオン-エロイカ』に登場する架空の人物。実在の人物カミーユ・デムーランがモデル。

## 人物
普段はル・ヴュー・コルドリエ紙の新聞記者。貴族を憎み、「黒い騎士」として貴族から盗みを働く。その際にアンドレの左目を失明させてしまう。
オスカルに捕らえられたが、平民の実態を知ったオスカルは、ロザリーを託して町へとベルナールを帰す。　
アニメではロザリーはジャルジェ邸には戻らなかったため、静養先として彼女の家に向かい、ロザリーが養母を亡くした時のこともあって次第に惹かれ合うという設定に変更された。また、エピローグでは、アランを見舞ってしばらくして、ロベスピエールとサンジュストとの政権争いに敗れて処刑されたことがナレーションによって告げられた（モデルの記者の顛末）。
生い立ちによる王侯貴族に対する闇雲な憎悪と「王侯貴族は悪」という価値観を持ち続け、「首飾り事件」でも、裁かれるべきは真相や物事の善悪よりもアントワネットの悪事だと信じる人間の1人であった。冤罪事件によるアンギアン公暗殺(ナポレオンが皇帝に就く直前にフーシェとタレイランによって濡れ衣を着せられ裁判を受けられずに処刑された)も、ただ共和国にとって危険度の低い貴族が死んだという認識だったので、これを気の毒がるロザリーを不思議がった。
1804年にナポレオンを暗殺しようとするが、逆にアランと共に落命する。